# Gurglbach
Le Gurglbach est une rivière autrichienne d'une longueur de 25 km qui coule dans le land du Tyrol. Il est un affluent de l'Inn.

## Source de la traduction
- (de) Cet article est partiellement ou en totalité issu de l’article de Wikipédia en allemand intitulé « Gurglbach » (voir la liste des auteurs).